# Aymen Mathlouthi
Pour les articles homonymes, voir Mathlouthi.
Aymen Mathlouthi (arabe : أيمن المثلوثي), alias « Balbouli », né le 14 septembre 1984 à Tunis, est un footballeur international tunisien.
Il joue au poste de gardien de but à l'Étoile sportive du Sahel (ESS), à Al-Batin FC, au Club africain, à Al-Adalah FC puis à nouveau à l'ESS, ainsi que dans la sélection nationale tunisienne.

## Carrière

### En club
Dès son plus jeune âge, Mathlouthi intègre les écoles de l'équipe de sa cité natale (Djebel Lahmar à El Omrane), la Jeunesse sportive d'El Omrane, où il est formé comme gardien de but. 
En 2001, il décide de quitter son club formateur pour intégrer le Club africain. En juillet 2003, il rejoint l'ESS basé à Sousse. Très vite, il intègre les différentes sélections tunisiennes depuis les espoirs jusqu'aux seniors en passant par la sélection olympique.
Le 27 janvier 2018, après quinze ans passés au club de Sousse, il signe en faveur d'Al-Batin FC. Le 23 juillet, il retourne à son club formateur, le Club africain.
Le 1er juillet 2019, il repart en Arabie saoudite pour signer un contrat d'un an avec Al-Adalah FC. Lors du mercato hivernal 2020, il se met d'accord avec son équipe pour résilier son contrat et rejoint le club où il a brillé dans le passé, l'Étoile sportive du Sahel, pour un an et demi.

### En équipe nationale
Mathlouthi est convoqué avec la sélection tunisienne pour la première fois pour remplacer Adel Nefzi qui n'est pas apte à disputer le match de qualifications pour la CAN 2008 (Tunisie 3-0 Seychelles le 23 mars 2007). Depuis lors, il est constamment convoqué. En 2011, il gagne son premier titre en sélection, le championnat d'Afrique des nations.
Le 14 novembre 2022, il est sélectionné par Jalel Kadri pour participer à la Coupe du monde 2022.

### Comme entraîneur
Le 1er septembre 2023, il est nommé entraîneur adjoint de la deuxième équipe de son club, l'Étoile sportive du Sahel.
Le 16 avril 2025, il est nommé entraîneur adjoint de l'équipe de Tunisie des moins de 20 ans.

## Clubs
- juillet 2002-juillet 2003 : Club africain
- juillet 2003-janvier 2018 : Étoile sportive du Sahel
- janvier-juillet 2018 : Al-Batin FC
- juillet 2018-juillet 2019 : Club africain
- juillet 2019-janvier 2020 : Al-Adalah FC
- janvier 2020-juin 2023 : Étoile sportive du Sahel

## Palmarès

### En club

#### Étoile sportive du Sahel
- Coupe d'Afrique des vainqueurs de coupe (1) :
  - Vainqueur : 2003
- Ligue des champions de la CAF (1) :
  - Vainqueur : 2007
  - Finaliste : 2004, 2005
- Coupe de la confédération (2) :
  - Vainqueur : 2006, 2015
  - Finaliste : 2008
- Supercoupe d'Afrique (1) :
  - Vainqueur : 2008
  - Finaliste : 2004, 2007, 2016
- Coupe de Tunisie (3) :
  - Vainqueur : 2012, 2014 et 2015
- Championnat de Tunisie (3) :
  - Champion : 2007, 2016 et 2023
- Coupe de la Ligue (1) :
  - Vainqueur : 2005

### En sélection nationale
- Championnat d'Afrique des nations (1) :
  - Vainqueur : 2011

## Vie privée
Aymen Mathlouthi se marie le 13 mai 2016 à Sousse. Le couple a une fille, Alma, née le 16 novembre 2017.